# Бюрсин, Керем
Кере́м Бю́рсин (тур. Kerem Bürsin; род. 4 июня 1987, Стамбул) — турецкий актёр, известный по ролям в таких проектах, как «Постучись в мою дверь»,  «В ожидании солнца», «Дело чести», «Этот город последует за тобой», «Великолепная двойка» и «Если сильно полюбишь» и "Голубая пещера" .

## Биография
Керем Бюрсин родился 4 июня 1987 года в турецком городе Стамбул. По национальности турок. Его семья часто переезжала и он жил в разных странах, включая Шотландию, Индонезию, ОАЭ, Малайзию и США. Его родители живут в штате Техас (США). О детстве актёр вспоминает и говорит в интервью с большим восторгом, несмотря на то, что всё детство семья была в разъездах. В 1999 году в возрасте 12 лет он вместе с семьей переехал в США. Окончив школу, он переезжает в Бостон, где поступает в колледж Эмерсон на факультет маркетинга, а также берет уроки актёрского мастерства во время обучения. Он был выбран лучшим актёром театра на конкурсе в средней школе в США. Прежде чем стать актёром, работал водителем. Керем обладает притягательной восточной внешностью, что позволило ему реализоваться в качестве фотомодели.
Бюрсин ранее снимался в американских телевизионных фильмах, включая «Акулосьминог» (Sharktopus) в 2010 году. 9 сентября 2013 года он появился в рекламе Line. Большую популярность он обрёл после роли Керема Сайера в сериале «В ожидании солнца». В 2016 году он был лицом бренда Mavi Jeans вместе со своей бывшей девушкой Серенай Сарыкая. Бюрсин следит за голливудско-турецкими постановками и предпочитает использовать английский и турецкий языки в актёрской игре. Алтан Денмез пригласил Бюрсина на главную роль в свой следующий сериал «Дело чести». Йигит Кылыч в исполнении Бюрсина получился дерзким и хитрым, распутным и эгоистичным. Затем в творческой карьере Керема наступил перерыв. К актёрской работе он вернулся в 2017 году — в многосерийную драму Чагры Вила Лостувалы и Эндера Михлара «Этот город пойдет за тобой». В 2020 году Бюрсин был приглашен на главную роль в сериале «Постучись в мою дверь». Спустя полтора года после окончания предыдущего проекта, в июне 2023 успешный актер приступил к съемкам в сериале «Если сильно полюбишь».

## Личная жизнь
В 2015—2019 годах встречался с актрисой Серенай Сарыкая. 
В 2021 году подтвердил свои отношения с партнёршей по сериалу «Постучись в мою дверь» Ханде Эрчел. В 2022 году пара рассталась.

## Фильмография
| Фильмы | Фильмы                | Фильмы                   | Фильмы      |
| Год    | Оригинальное название | Название на русском      | Роль        |
| ------ | --------------------- | ------------------------ | ----------- |
| 2006   | Perşembe              | Четверг                  | Гросс       |
| 2007   | Çilek melankoli       | Клубничная меланхолия    | Трэвис      |
| 2010   | Wendigo               | Вендиго                  | Энди        |
| 2010   | Sharktopus            | Акулосьминог             | Энди Флинн  |
| 2013   | Lanetliler Sarayı     | Дворец Проклятых         | Адам        |
| 2014   | Unutursam Fısılda     | Прошепчи, если забуду    | Эрхан       |
| 2018   | İyi Oyun              | Хорошая игра             | Рюзгар      |
| 2018   | Can Feda              | Жизнь отдам              | Онур Кескин |
| 2022   | Eflatun               | Эфлатун                  | Офлаз       |
| 2024   | Mavi Mağara           | Голубая пещера           | Джем        |
| 2024   | Simarik               | Холоп. Великолепный век. | Мете        |

### Сериал
| Телесериал | Телесериал                | Телесериал                 | Телесериал               |
| Год        | Оригинальное название     | Название на русском        | Роль                     |
| ---------- | ------------------------- | -------------------------- | ------------------------ |
| 2013       | Güneşi Beklerken          | В ожидании солнца          | Керем Сайер              |
| 2014−2015  | Şeref Meselesi            | Дело чести                 | Йигит Кылыч              |
| 2017       | Bu Şehir Arkandan Gelecek | Этот город пойдет за тобой | Али Смит                 |
| 2018       | Yaşayamayanlar            | Безжизненные               | Дмитрий                  |
| 2018−2019  | Muhteşem İkili            | Великолепная двойка        | МКД (Мустафа Керим Джан) |
| 2020-2022  | Aynen Aynen               | Именно так                 | Дениз                    |
| 2020-2021  | Sen Çal Kapımı            | Постучись в мою дверь      | Серкан Болат             |
| 2023       | Ya çok seversen           | Если сильно полюбишь       | Атеш Арджалы             |